# 가말레야 국립 전염병 및 미생물학 센터
가말레야 국립 전염병 및 미생물학 센터(러시아어: Национальный исследовательский центр эпидемиологии и микробиологии имени почётного академика Н. Ф. Гамалеи)는 러시아 보건부 산하기관이다.

## 역사
1891년, 백신 개발을 위해 사립 연구소를 설립했다. 러시아 백신 연구의 선구자인 니콜라이 가말레야의 이름을 땄다. 니콜라이 가말레야는 1886년 프랑스 루이 파스퇴르 연구소에서 일했다.
러시아 모스크바에 위치해 있다. 1919년 국립 연구소가 되었다.
2016년 2월 15일, 러시아는 모스크바에 있는 `N.F 가말레야 FRCEM' 연구소가 에볼라 바이러스 백신 2종을 개발했다고 발표했다. '감에박'(GamEvac)과 '감에박 콤비'(GamEvac-Combi) 등 두 종의 에볼라 백신을 개발했다.

## 코로나19
2020년 4월 20일, 모스크바 '가말레야 전염명·미생물학 연구소'의 빅토르 주예프 박사는 러시아는 감염자 수에서도 세계 5위 안에 들지는 않을 것이라면서 강력한 방역 조치와 주민들의 자발적 준수 등이 폭발적 감염 사태를 막을 것이라고 예상했다.
5월 3일, 가말레야 전염병·미생물학 연구소의 알렉산더 긴츠부르크 연구소장은 "감염이 초기 단계에서 발견되는 것이 바람직합니다. 감염자 수는 증가하고 있지만 질병 자체의 확산은 아닙니다."라고 말했다.
5월 23일, 러시아 보건부 산하 '가말레야 국립 전염병·미생물학 센터'는 이날 자체 개발한 백신 한 종류를 개발자와 직원들에게 비공식적으로 시험 접종해 면역력 생성을 확인했다면서 부작용은 발견되지 않았다고 밝혔다. 센터는 보건부로부터 공식 임상 시험 허가를 받을 계획이라고 덧붙였다.
6월 2일, 러시아의 코로나19 확진자는 현재 40만명을 넘어 세계 3위 규모를 유지하고 있다. 러시아 국방부는 산하 연구소가 다른 국립 연구소와 함께 공동 개발 중인 코로나19 백신 임상시험에 조만간 착수할 예정이라면서 이를 위해 시험에 참여할 군인 자원자들을 선발했다고 밝혔다. 국방부는 "백신의 안정성과 효능을 검증하기 위해 군인 자원자들 가운데 50명을 선발했으며 그중에는 5명의 여성도 포함됐다"면서 임상 시험은 국방부 산하 방사능·생화학 부대 소속의 제48 중앙과학연구소에서 실시될 것이라고 전했다. 이 연구소는 예전에 에볼라와 중동호흡기증후군(메르스) 백신 개발과 시험이 이루어졌던 곳이다. 국방부는 3일에 백신 임상시험에 자원한 군인들 가운데 첫 번째 그룹이 심층 의료 검진과 시험 준비를 위해 연구소에 입소할 예정이라고 소개했다.
7월 12일, 타스통신 등의 보도에 따르면 모스크바 세체노프 의대 산하 약품임상연구센터는 자원자 대상 백신 임상시험이 완료됐다면서 시험 결과가 백신의 안정성이 확인됐다고 밝혔다. 백신을 맞은 자원자들에게선 흔히 있을 수 있는 초기 체온 상승 외에 다른 부작용은 나타나지 않은 것으로 알려졌다. 자원자들은 오는 15일과 20일 각각 퇴원하며 퇴원 후에도 한동안 계속해 통원 검사를 받을 예정이라고 임상연구센터는 설명했다. 센터에선 앞서 지난 6월 18일 18명의 자원자를 대상으로 1차 접종이 이루어졌고, 뒤이어 23일 다른 20명의 자원자를 대상으로 2차 접종이 실시됐다. 두 번째 그룹 자원자들에겐 백신의 양을 늘려 접종했다.
7월 20일, 러시아의 갑부 기업인들과 고위 정치인들이 이미 지난 4월에 자국에서 개발 중인 신종 코로나바이러스 감염증(코로나19) 백신을 접종받은 것으로 확인됐다고 블룸버그 통신이 보도했다. 보도에 따르면 러시아 주요 대기업 경영인들과 고위 정부 관리 수십명이 모스크바에 있는 러시아 보건부 산하 '가말레야 국립 전염병·미생물학 센터'가 개발한 백신을 지난 4월부터 맞기 시작한 것으로 확인됐다. 가말레야 센터가 개발한 백신에 대한 공식 1차 임상시험은 지난 6월부터 시작돼 이달 중순 마무리됐다.

## 같이 보기
- 스푸트니크 V 코로나19 백신
- 스푸트니크 라이트 코로나19 백신